# 骅东街道
骅东街道，是中华人民共和国河北省沧州市黄骅市下辖的一个乡镇级行政单位。

## 行政区划
骅东街道下辖以下地区：
学府社区、自来水社区、方北社区、渤海东路社区和贸易城社区。